# (6378) 1987 SE13
(6378) 1987 SE13 là một tiểu hành tinh vành đai chính. Nó được phát hiện bởi Henri Debehogne ở Đài thiên văn La Silla ở Chile ngày 27 tháng 9 năm 1987.